# 訃報 1974年1月
訃報 1974年1月（ふほう 1974ねん1がつ）では、1974年（昭和49年）1月中に物故した、又は物故が報じられた人物についてまとめる。

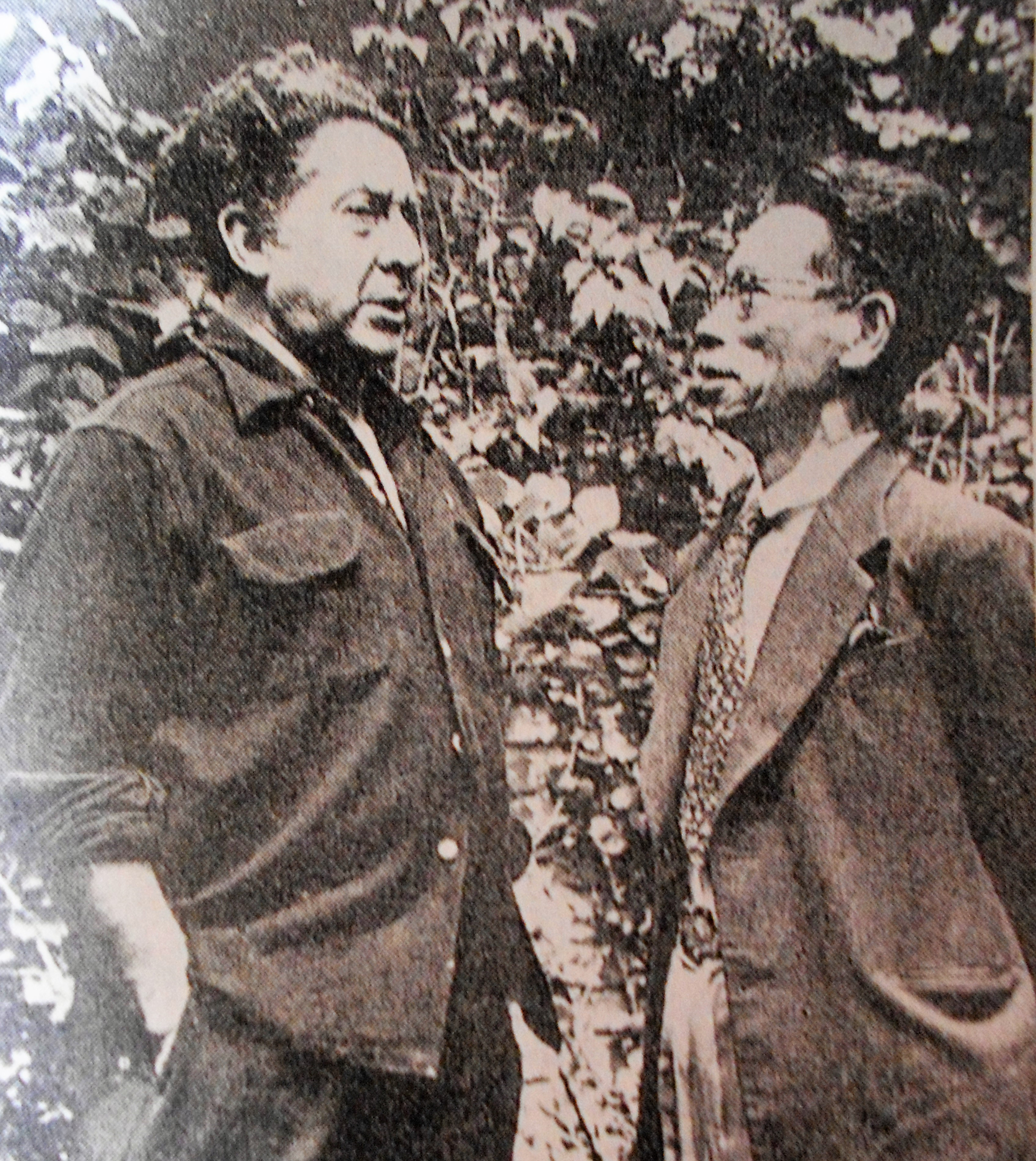
ダビッド・アルファロ・シケイロス（左） / 1月6日没

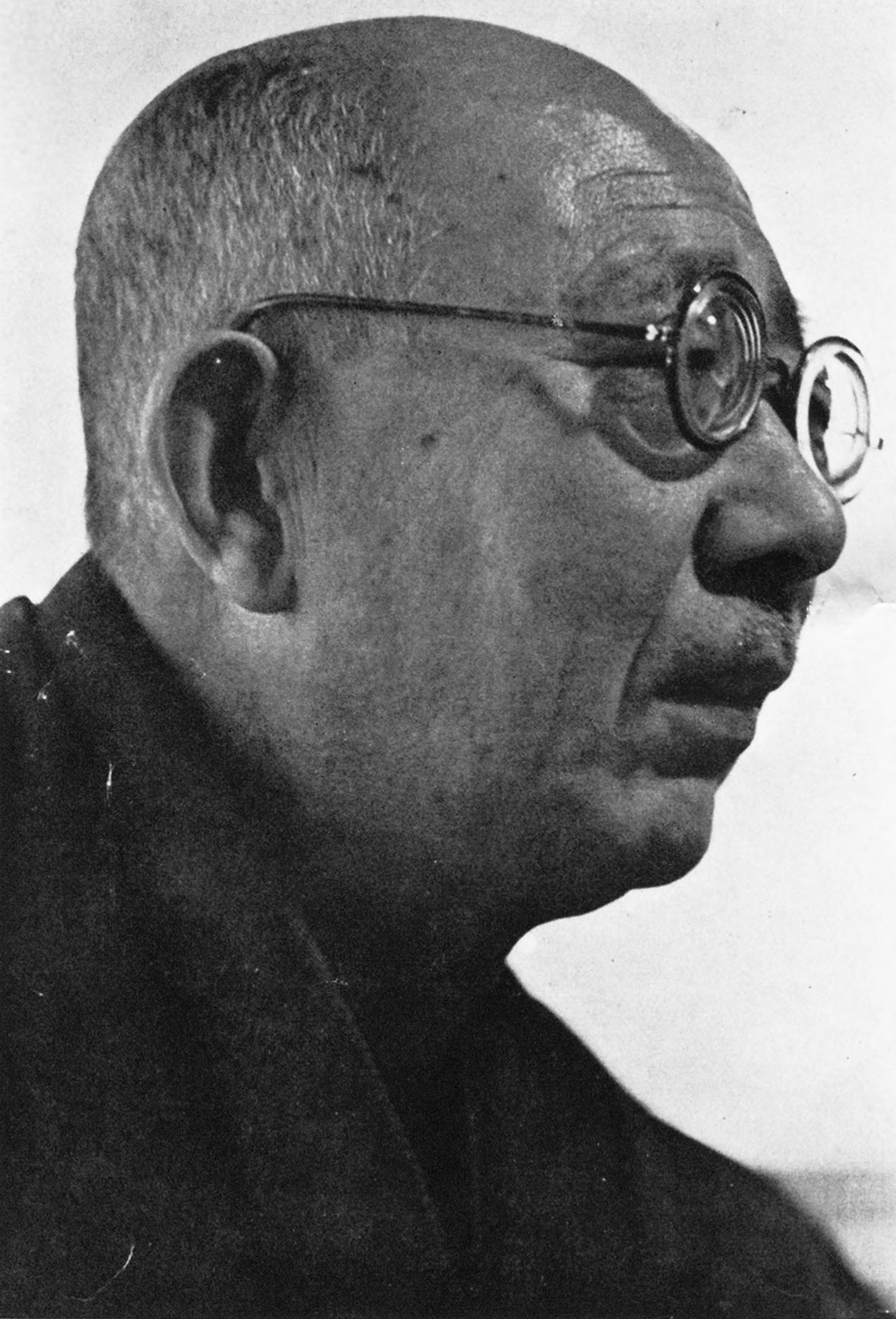
山本有三 / 1月11日没

## （1日 - 15日）
- 1月2日 - 藤本竹香、書家（* 1893年）
- 1月2日 - 三村千代子、女優（* 1903年）
- 1月3日 - 園池公致、小説家・子爵（* 1886年）
- 1月3日 - 小野真次、政治家（* 1893年）
- 1月5日 - レフ・オボーリン、ピアニスト（* 1907年）
- 1月6日 - ダビッド・アルファロ・シケイロス、画家（* 1896年）
- 1月9日 - 高津正道、社会運動家・政治家（* 1893年）
- 1月9日 - 宮木高明、薬学者（* 1911年）
- 1月10日 - 生野祥雲斎、竹工芸家（* 1904年）
- 1月11日 - 太宰施門、フランス文学者（* 1889年）
- 1月11日 - 馬場勇、実業家（* 1910年）
- 1月11日 - 山本有三、小説家（* 1887年）
- 1月13日 - 亀山甚、銀行家（* 1885年）
- 1月14日 - 梅本克己、哲学者（* 1912年）
- 1月14日 - 木下亀城、鉱床学者（* 1896年）

## （16日 - 31日）
- 1月17日 - 朴烈、アナキズム運動家（* 1902年）
- 1月20日 - エドマンド・ブランデン、詩人（* 1896年）
- 1月20日 - 村上義一、官僚・政治家・実業家（* 1885年）
- 1月21日 - 浜野徹太郎、弁護士・政治家（* 1885年）
- 1月24日 - 河野静雲、時宗の僧・俳人（* 1887年）
- 1月24日 - 中野種一郎、政治家・実業家（* 1876年）
- 1月25日 - 井上鋭夫、歴史学者（* 1923年）
- 1月26日 - 久保一雄、映画美術監督・洋画家（* 1901年）
- 1月27日 - 江熊要一、精神科医（* 1924年）
- 1月27日 - 土川元夫、実業家（* 1903年）
- 1月27日 - 藤原亮子、歌手（* 1917年）
- 1月29日 - 大坪保雄、内務官僚・政治家（* 1899年）
- 1月31日 - 小川太郎、教育学者（* 1907年）